# Édouard Roger du Nord
Édouard-Léon, comte Roger du Nord, né le 29 novembre 1803 à Paris où il est mort le 11 juin 1881, est un diplomate et homme politique français.

## Biographie
Fils du baron Daniel Roger et d'Albine de Vassal, il s'oriente très rapidement vers une carrière diplomatique. C'est à cette époque qu'il rencontre sa future épouse Annie Henriette de Guilleminot, la fille du général Armand Charles Guilleminot. Tour à tour secrétaire à l'ambassade française de Constantinople puis chargé d'affaires à Dresde, Roger du Nord se présente aux élections le 21 juin 1834 et est élu   Député du 6e collège  du Nord (Dunkerque). Très proche des milieux conservateurs, il soutient les lois de septembre 1835 qui renforcent les peines pénales en cas d'attentat contre le régime. Réélu le 4 novembre 1837, il entre avec son ami Thiers dans la coalition contre le gouvernement Molé au sein Tiers-parti. Nommé conservateur du domaine par Louis-Philippe, il est réélu en 1839 et en 1846. 
Résolument attaché à la monarchie, il rejette la république de 1848 et se porte candidat pour le camp monarchiste à l'Assemblée législative à la fois dans le Nord et dans la Seine. Élu le 13 mai 1849, il choisit d'être représentant du Nord et défend les idées de la droite. Il se prononce alors en général pour toutes les mesures prises par la majorité : l'expédition de Rome, Loi Falloux sur l'enseignement, la loi du 31 mai sur le suffrage universel, etc. 
Protestant contre le coup d'État de 1851, il est arrêté et détenu très brièvement à Mazas, puis au fort de Ham. C'est à partir de cette époque qu'il se tient loin de la vie politique. Lorsque la Guerre franco-allemande de 1870 éclate, il défend Paris comme lieutenant-colonel d'état-major de la garde nationale de la Seine et se distingue dans les journées des 29 et 30 novembre en particulier au combat de la Gare-aux-Bœufs. C'est à cette occasion qu'il est nommé chef d'état-major du général d'Aurelle de Paladines, le commandant en chef des gardes nationales de la Seine. 
Réélu député du Nord le 8 février 1871, Roger du Nord adopte les idées du centre droit puis celles du centre gauche après le 24 mai 1873. Élu sénateur inamovible le 10 décembre 1875, il garde la même ligne de conduite au Sénat et fait partie du centre gauche.

## Distinctions
- Commandeur de la Légion d'honneur par décret en date du 24 juin 1871[10].